# 트리플 크라운 오브 액팅
트리플 크라운 오브 액팅(Triple Crown of Acting, 연기 삼관왕)은 미국 영화, TV, 연극계에서 인정받는 최고 상인 연기 부문에서 각각 아카데미상, 에미상, 토니상을 수상한 배우를 일컫는 미국 연예계 용어이다. "트리플 크라운"이라는 용어는 경마의 트리플 크라운과 같은 다른 경쟁 분야에서도 사용된다.
여성 15명, 남성 9명 등 24명만이 삼관왕을 달성했다.
헬렌 헤이스는 1953년 2월 5일에 에미상을 수상한 최초의 배우가 되었다. 두 달도 채 지나지 않아 토머스 미첼 (배우)은 1953년 3월 29일 토니상을 수상하면서 그렇게 한 최초의 남자 배우가 되었다. 헤이스, 리타 모레노, 비올라 데이비스(Viola Davis)는 EGOT(에미, 그래미, 오스카, 토니)를 완성하기 위해 그래미상도 수상한 경쟁 연기 부문에서 유일한 트리플 크라운 수상자이다.
연기 부문 삼관왕의 살아있는 우승자는 리타 모레노, 제러미 아이언스, 버네사 레드그레이브, 알 파치노, 제프리 러시, 엘런 버스틴, 헬렌 미렌, 프랜시스 맥도먼드, 제시카 랭, 비올라 데이비스이다.
공통된 언어와 빈번한 대서양 횡단 제작을 통해 미국과 연결되어 있는 영국 엔터테인먼트 산업은 영국 아카데미 영화상(BAFTA 영화상), 영국 아카데미 텔레비전상(BAFTA 텔레비전상), 로런스 올리비에상으로 구성된 자체 삼관왕을 보유하고 있다. 경쟁 연기 부문에서 영국 트리플 크라운을 완성한 배우는 주디 덴치, 버지니아 매케나, 페기 애시크로프트, 나이절 호손, 줄리 월터스, 앨버트 피니, 헬렌 미렌, 마크 라일런스 등 8명이다.
헬렌 미렌(Helen Mirren)만이 미국과 영국의 삼관왕을 모두 획득했다.

## 요약
- 오스카, 에미, 토니 열의 연도는 배우가 처음으로 상을 받은 연도를 나타낸다.
  - 에미상과 토니상은 시상식이 열리는 해이고, 오스카상은 영화가 개봉된 해이다.
- 총 우승 열은 오스카, 에미, 토니 경쟁에서 우승한 총 수를 나타낸다.

| 배우                | 달성 연도 | 달성까지 소요된 년수 | 오스카 | 에미 | 토니 | 총 수상 수 | 각주   |
| ------------------- | --------- | -------------------- | ------ | ---- | ---- | ---------- | ------ |
| 헬렌 헤이스         | 1953      | 21                   | 1932   | 1953 | 1947 | 5          |        |
| 토머스 미첼         | 1953      | 13                   | 1940   | 1953 | 1953 | 3          | [ 2 ]  |
| 잉그리드 버그먼     | 1960      | 15                   | 1945   | 1960 | 1947 | 6          |        |
| 셜리 부스           | 1962      | 13                   | 1953   | 1962 | 1949 | 6          |        |
| 멜빈 더글러스       | 1968      | 8                    | 1964   | 1968 | 1960 | 4          |        |
| 폴 스코필드         | 1969      | 7                    | 1967   | 1969 | 1962 | 3          |        |
| 잭 앨버트슨         | 1975      | 10                   | 1969   | 1975 | 1965 | 4          |        |
| 리타 모레노         | 1977      | 15                   | 1962   | 1977 | 1975 | 4          |        |
| 모린 스테이플턴     | 1981      | 31                   | 1982   | 1968 | 1951 | 4          |        |
| 제이슨 로버즈       | 1988      | 29                   | 1977   | 1988 | 1959 | 4          |        |
| 제시카 탠디         | 1989      | 42                   | 1990   | 1988 | 1948 | 5          | [ 3 ]  |
| 제러미 아이언스     | 1997      | 13                   | 1991   | 1997 | 1984 | 4          | [ 4 ]  |
| 앤 밴크로프트       | 1999      | 41                   | 1963   | 1999 | 1958 | 4          | [ 5 ]  |
| 버네사 레드그레이브 | 2003      | 25                   | 1978   | 1981 | 2003 | 4          | [ 6 ]  |
| 매기 스미스         | 2003      | 33                   | 1970   | 2003 | 1990 | 7          | [ 7 ]  |
| 알 파치노           | 2004      | 35                   | 1993   | 2004 | 1969 | 5          | [ 8 ]  |
| 제프리 러시         | 2009      | 12                   | 1997   | 2005 | 2009 | 3          | [ 9 ]  |
| 엘런 버스틴         | 2009      | 34                   | 1975   | 2009 | 1975 | 4          | [ 10 ] |
| 크리스토퍼 플러머   | 2011      | 38                   | 2012   | 1977 | 1974 | 5          | [ 11 ] |
| 헬렌 미렌           | 2015      | 19                   | 2007   | 1996 | 2015 | 6          | [ 12 ] |
| 프랜시스 맥도먼드   | 2015      | 18                   | 1997   | 2015 | 2011 | 5          | [ 13 ] |
| 제시카 랭           | 2016      | 33                   | 1983   | 2009 | 2016 | 6          | [ 14 ] |
| 비올라 데이비스     | 2017      | 16                   | 2017   | 2015 | 2001 | 4          | [ 15 ] |
| 글렌다 잭슨         | 2018      | 47                   | 1971   | 1972 | 2018 | 6          | [ 16 ] |

## 같이 보기
- 아카데미상
- 에미상
  - 데이타임 에미상
  - 국제 에미상
  - 프라임타임 에미상
- 토니상
- 그래미상, 아카데미상, 에미상, 토니상 수상자 목록(EGOT)